# 威廉·杰克逊·沃辛顿
威廉·杰克逊·沃辛顿（William Jackson Worthington，1833年11月9日—1914年5月22日），是美国第26届肯塔基州副州长；时任州长的是威廉·奥康奈尔·布拉德利。他出生于宾夕法尼亚州，死于肯塔基州博伊德县。

## 生平
沃辛顿出生于宾夕法尼亚州坎布里亚县，但在俄亥俄州度过了童年。之后跟随父母来到肯塔基州，并在美国内战期间，参与联合军队的第22肯塔基州志愿者步兵团，并担任B连指挥官，获陆军中校军衔。他率队参与了维克斯堡包围战及1863年坎伯兰山口战役；并跟随指挥官安布洛斯·伯恩赛德参与红河战役与占领新奥尔良战役。
在内战结束后，他回到位于格里纳普县的家中，并投资悬岩铁场，并在之后的大约15年中积极投身商业。
沃辛顿在他人生绝大时间中，聚焦于当地事业。1869年，他当选为肯塔基州参议员。1895年，当选为肯塔基州副州长，1900年，再度入选州参议院。
肯塔基州的沃辛顿市以他命名。